# Прењ
Прењ је планински масив у сјеверном дијелу источне Херцеговине с многим врховима од којих је највиши Зелена глава (2125 m). 
Прењ је смјештен у средишњем дијелу Динарида. Окружују га језера (природна и вјештачка) Борачко, Јабланичко, Грабовичко, Салаковац као и ријеке Неретва, Љута, Неретвица, Бијела и Дрежанка.
Прењ започиње поред Главатичева (на Неретви, узводно од Коњица), а протеже се све до Бијелог Поља код Мостара. Окружују га (иза ријеке Неретве) планине Височица са истока, Бјелашница са сјевероистока, Битовња са сјевера, Чврсница са запада, Вележ (1969 m) са југа и Црвањ (1921 m) са југоистока.
У подножју планине су три града: Коњиц, Јабланица и Мостар.